# Wipperoda
Wipperoda ist ein Ortsteil der Landgemeinde Georgenthal im Landkreis Gotha in Thüringen.

## Geografie
Die nächstliegenden Ortschaften sind Gospiteroda im Norden, Wannigsroda im Nordosten, Petriroda im Osten, Leinatal im Süden und Cumbach im Westen. Die durch den Ort führende Landesstraße 2147 verbindet Wipperoda mit Leinatal und der Landesstraße 1026 zwischen Gospiteroda und Wannigsroda.
Zwischen Wipperoda und Wannigsroda liegt das FHH-Gebiet „Hirzberg-Wannigsrod-Kranichmoor“, das 279 ha groß ist. Hierin befindet sich der Heideteich, ein aufgrund von Staunässe entstandener kleiner See. Nachdem der Teich in den letzten Jahren zusehends verlandete, wurde er seit 2011 vom Forstamt Finsterbergen und der Unteren Naturschutzbehörde des Landkreises Gotha saniert. So wurde auch ein Graben zum südlich hiervon liegenden Hirzberg ausgehoben, der Quellwasser zum Teich führen soll, der Gehölzaufwuchs auf der Teichsohle wurde beseitigt und das Ablaufbauwerk neu errichtet. Das Teichgebiet ist Lebensraum für den Schwarzstorch, Kamm-, Teich- und Bergmolch sowie die Fledermaus.

## Geschichte
Wahrscheinlich ist Wipperoda wie die umliegenden Rodungsdörfer etwa im 7. bis 9. Jahrhundert entstanden. Der Name könnte von einem der ersten Bewohner namens Wigbert oder Wippertus kommen, der ein Stück Wald gerodet hat, um hier zu siedeln. Die erste urkundliche Erwähnung fand am 4. Dezember 1290 statt. Vor dem Bauernkrieg gehörte Wipperoda zum Besitz des Klosters Reinhardsbrunn und war nach Altenbergen eingepfarrt, danach wurde es Filiale von Schönau vor dem Walde. Verwaltungsmäßig kam Wipperoda zum landesherrschaftlichen Amt Reinhardsbrunn, welches ab 1640 zum Herzogtum Sachsen-Gotha, ab 1672 zum Herzogtum Sachsen-Gotha-Altenburg und ab 1826 zum Herzogtum Sachsen-Coburg und Gotha gehörte.
Weil zwar 1699 ein Brauhaus gebaut wurde, aber keine Schänke, musste immer ein Nachbar nach dem anderen brauen. Ein neues Schulhaus erhielt die Ortschaft 1748. 1779 gab es 40 Wohngebäude und 162 Einwohner, darunter 26 Schulkinder. Die Einwohner betrieben ausschließlich Ackerbau und Viehzucht.
Es gab zwei Gasthäuser und seit 1883 einen Männergesangverein. Am 1. April 1974 wurde Wipperoda durch Eingemeindung Ortsteil von Schönau vor dem Walde. Seitdem wurde eine gemeindeeigene Gaststätte gebaut, Parkplätze angelegt, Grünanlagen geschaffen, Straßen instand gesetzt und die Wohn- und Lebensbedingungen stetig verbessert. 1990 erhielt der Ort eine Trinkwasserleitung und wurde an das zentrale Versorgungsnetz der Talsperre angeschlossen. Straßen wurden ausgebaut. Am 1. Januar 1996 wurde Wipperoda Bestandteil der Gemeinde Leinatal, deren kleinster Ortsteil es mit 144 Einwohnern bildete. Am 31. Dezember 2019 schloss sich Leinatal mit weiteren Gemeinden zur Landgemeinde Georgenthal zusammen.

## Kirche
Über den Bau der Kirche liegen keine Unterlagen vor. Die erste Kirche in Wipperoda soll bereits im 12. Jahrhundert erbaut worden sein, Teile dieses Baus blieben in dem heutigen Gemäuer erhalten (Portal in der Langhausseite). Die heutige Kirche wurde im 16. Jahrhundert neu errichtet und hat eine Grundfläche von etwa 9 × 6 Meter. Das Innere wurde zunächst im barocken Baustil in den 1780er Jahren erneuert, es folgten mehrfach kleinere Modernisierungen, um dem wechselnden Zeitgeschmack zu genügen. Der Turm wurde 1779 auf den alten Grundmauern des Vorgängerbaus errichtet. Er erhielt eine kleine Schweifkuppel mit aufgesetzter Laterne, Turmknopf und Wetterfahne. An der Westseite wurde ein überdachter Treppenaufgang zur offenen Empore angebaut. Die hufeisenförmige, dreiseitige Empore hat an den Längsseiten je eine, an der Giebelseite mehrere Sitzreihen. Anfang der 1990er Jahre wurden Kirchen- und Turmdach saniert und der neu bestückte Turmknopf wieder aufgesetzt. Weitere Sanierungsarbeiten an der Kirche währten bis 2003.